# Сара (народ)
Са́ра, нсара — народ в Субсахарській Африці, який проживає в Чаді, а також у Центральноафриканській Республіці. Чисельність — близько 1,2 млн осіб.

## Ареал розселення

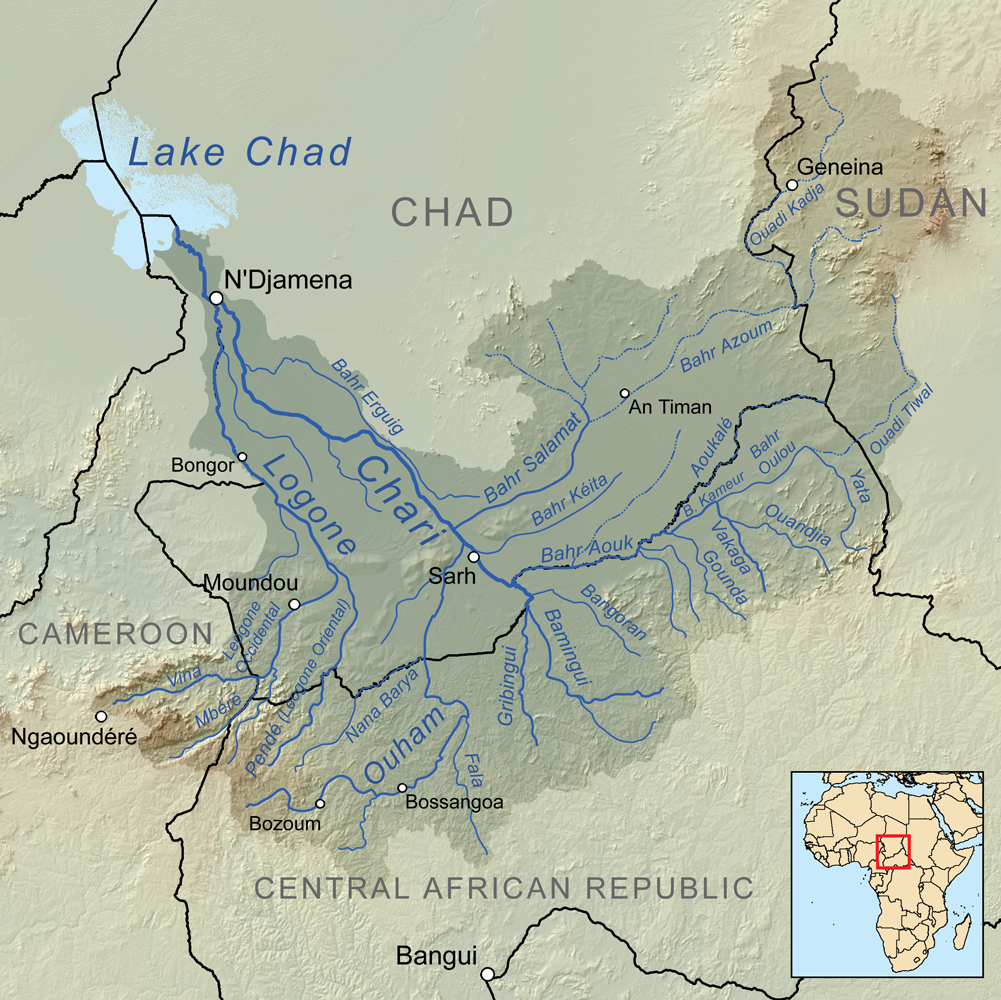
Сара живуть в районі на південний схід від озера Чад в басейні річок Шарі та Логон

Землеробські племена сара, що відрізняються дуже високим зростом, живуть на півдні Чаду, по берегах річок Бахр-Сара та Шарі, поблизу міста Сарх (колишній Форт-Аршамбо).

## Мови
Розмовляють мовами сара, що відносяться до центральносуданської сім'ї, що включається в Ніло-Сахару макросім'ю.

## Основні заняття
Основні заняття — тваринництво, збиральництво, рибальство, мисливство та ручне землеробство (сорго, просо, фоніо, кукурудза, бобові, бавовна, ямс, батат, маніока). Їжа рослинна (каша, юшки) та рибна. Найпоширеніші ремесла — ковальство, гончарство, плетіння, різьблення по дереву, виготовлення риболовних сітей та пасток.

## Одяг і зовнішній вигляд
Сара носять традиційний одяг. Серед чоловіків — набедренники зі шкіри, кори або рослинного волокон; серед жінок — набедренники з листя або шматок матерії (пань), обгорнутий навколо стегон. Практикуються татуювання, шрамування на обличчі, підпилювання зубів, обрізання; одружені жінки вставляють в губи лабретки.
У сара збереглися звичаї прикрашати себе шляхом деформування різних частин тіла. Так, жінки племені сара вставляють у губи дерев'яні пластинки і тарілки (сунду), що досягають 20-40 см в діаметрі і ваги 110 грамів. Коли жінки йдуть одна за одною, несучи на головах важкий вантаж, вони пристосовують кроки до ритму розгойдування своїх прикрас. Їсти й пити при таких прикрасах — справа нелегка, тим більше, що тертя пластинок об ясна викликає випадання зубів. Існує два пояснення, чому жінки носять ці тарілки. Відповідно до першого, жінки сара, як це прийнято в інших районах Африки, де в верхню губу вставляють палички або ґудзики, роблять це для краси. Друге пояснення свідчить, що в ті роки, коли на африканські села робили набіги мисливці за рабами, чоловіки спотворювали обличчя своїх дружин, щоб врятувати їх від рабства: на жінок з продірявленими губами не було попиту на невільничих ринках.

## Поселення і соціальна організація
Основа традиційної соціальної організації — сільські та великосімейні громади, родова організація і таємні союзи (йо та йондо). Рахунок спорідненості патрілатеральний. Шлюбне поселення вірілокальне. Основні фольклорні жанри — пісні, казки, прислів'я.
Поселення сара — це розкидані групи хатин, круглих в плані, з глинобитними підлогами, з конічним солом'яним або трав'яним дахом; стіни з гілок обмазані глиною зсередини. Зерносховища розташовуються на стовпах.

## Відомі представники
- Франсуа Томбалбай (1918—1975) — президент Чаду.